# 水素化コバルト(II)
水素化コバルト(II) は、暗い灰色の結晶で、コバルトの水素化物。化学式はCoH2で空気中では、ゆっくりと水と反応する。

## 合成
- 水素雰囲気中で塩化コバルト(II)を酸化すれば得られる。

{\displaystyle {\mathsf {CoCl_{2}+2C_{6}H_{5}MgBr+2H_{2}\ {\xrightarrow {}}\ CoH_{2}+2C_{6}H_{6}+MgBr_{2}+MgCl_{2}}}}

## 化学的性質
- 熱すると、一部が一水素化コバルトとなる。

{\displaystyle {\mathsf {2CoH_{2}\ {\xrightarrow {45^{o}C}}\ 2CoH+H_{2}}}}
- 水とエタノールの存在下で分解する。

{\displaystyle {\mathsf {CoH_{2}\ {\xrightarrow {H_{2}O}}\ Co+H_{2}}}}
{\displaystyle {\mathsf {CoH_{2}\ {\xrightarrow {C_{2}H_{5}OH}}\ Co+H_{2}}}}
- 酸と反応して

{\displaystyle {\mathsf {CoH_{2}+2HCl\ {\xrightarrow {}}\ CoCl_{2}+2H_{2}}}}